# Državna cesta D520
D520 je državna cesta u Hrvatskoj. Ukupna duljina iznosi 7,6 km.